# Corner Brook
 (juillet 2023).
Le contenu est difficilement compréhensible vu les erreurs de traduction, qui sont peut-être dues à l'utilisation d'un logiciel de traduction automatique.
Corner Brook est une ville située sur la côte ouest de l'île de Terre-Neuve à Terre-Neuve-et-Labrador, au Canada.
Situé sur la baie des îles à l'embouchure de la rivière Humber, la ville est le plus grand centre de population dans la province après Saint-Jean. En tant que tels, les fonctions Corner Brook comme un centre de service pour l'ouest et le nord de Terre-Neuve.[pas clair]
Il est le siège administratif du gouvernement de la bande Qalipu Mi'kmaq Premières nations.

## Histoire
La zone a été étudiée par le capitaine James Cook en 1767. Le site historique Capitaine James Cook se dresse sur Crow Hill surplombant la ville. Au milieu du XIXe siècle, la population de Corner Brook était inférieure à 100, et les habitants ont été engagés dans la pêche et le bois d'œuvre.
La région était à l'origine de quatre communautés distinctes, chacune avec des activités commerciales uniques: Curling, avec sa pêche; Corner Brook Ouest (également connu sous le nom Humber West ou Westside) avec ses commerces de détail; Corner Brook East (également connu sous le nom Humbermouth et les hauteurs) avec son chemin de fer et des opérations industrielles; et Townsite (connu sous le nom de Corner Brook), la maison pour les employés de la pâte à papier et de papier. En 1956, ces quatre communautés ont été fusionnées pour former la ville actuelle de Corner Brook.
Corner Brook abrite le Corner Brook Pulp & Paper Mill (propriété de Kruger Inc.), qui est un employeur important pour la région. La ville possède le plus grand hôpital régional dans l'ouest de Terre-Neuve. Il dispose également d'un large éventail de magasins et de commerces de détail et les bureaux du gouvernement fédéral et provincial. Il est également à la maison au campus Grenfell, Université Memorial, ainsi que les campus de l'Académie Canada et le Collège de l'Atlantique Nord. Corner Brook est également à la maison au plus récent lycée de la province, Corner Brook Regional High, qui est une fusion des anciennes écoles secondaires de Regina et Herdman Collegiate.

## Démographie
| 2001   | 2006   | 2011   | 2016   |
| ------ | ------ | ------ | ------ |
| 20 103 | 20 083 | 19 886 | 19 806 |

## Climat
| Mois                                  | jan.       | fév.       | mars       | avril      | mai       | juin      | jui.      | août      | sep.      | oct.      | nov.       | déc.       | année           |
| ------------------------------------- | ---------- | ---------- | ---------- | ---------- | --------- | --------- | --------- | --------- | --------- | --------- | ---------- | ---------- | --------------- |
| Température minimale moyenne (°C)     | −9,6       | −10,6      | −7,2       | −1,2       | 3,4       | 8,2       | 12,6      | 12,9      | 8,8       | 4         | −0,4       | −5,3       | 1,3             |
| Température moyenne (°C)              | −6,1       | −6,8       | −3,2       | 2,6        | 8         | 12,8      | 17,3      | 17,3      | 13        | 7,5       | 2,3        | −2,5       | 5,2             |
| Température maximale moyenne (°C)     | −2,7       | −3         | 0,8        | 6,4        | 12,4      | 17,4      | 22        | 21,6      | 17,1      | 10,8      | 5          | 0,4        | 9               |
| Record de froid (°C) date du record   | −31,7 1934 | −31,7 1934 | −29,4 1939 | −18,5 1994 | −7,5 1993 | −4,4 1934 | 1,1 1934  | 0 1934    | −2,8 1954 | −7,8 1935 | −16,1 1935 | −20,6 1962 | −31,7 10/2/1934 |
| Record de chaleur (°C) date du record | 16,5 2006  | 14 1996    | 20,5 1999  | 22,5 1986  | 27,2 1950 | 35 2003   | 34,4 1936 | 34,4 1936 | 31,1 1936 | 27 2010   | 21,7 1967  | 16,7 1973  | 35 27/6/2003    |
| Précipitations (mm)                   | 144,8      | 105,6      | 93,3       | 80,4       | 86,3      | 87        | 91,8      | 107,2     | 105,5     | 112,2     | 122,4      | 149,2      | 1 285,8         |
| dont neige (cm)                       | 105,5      | 77,6       | 51,6       | 24,3       | 5,2       | 0,2       | 0         | 0         | 0,1       | 6,2       | 36,7       | 94         | 401,3           |
| Nombre de jours avec précipitations   | 22,8       | 17,7       | 15,8       | 14,9       | 15,8      | 14,7      | 15,2      | 15,1      | 16,5      | 19,3      | 20,6       | 23,7       | 212,2           |
| Nombre de jours avec neige            | 21         | 15,7       | 12         | 6,7        | 2,1       | 0,13      | 0         | 0         | 0,08      | 2         | 10         | 18,9       | 88,7            |

| Diagramme climatique                                  |              |             |             |             |           |            |               |              |            |            |              |
| J                                                     | F            | M           | A           | M           | J         | J          | A             | S            | O          | N          | D            |
| −2,7−9,6144,8                                         | −3−10,6105,6 | 0,8−7,293,3 | 6,4−1,280,4 | 12,43,486,3 | 17,48,287 | 2212,691,8 | 21,612,9107,2 | 17,18,8105,5 | 10,84112,2 | 5−0,4122,4 | 0,4−5,3149,2 |
| Moyennes : • Temp. maxi et mini °C • Précipitation mm |              |             |             |             |           |            |               |              |            |            |              |

## Panorama
|  |  |  |